# Rio Reyssouze
O rio Reyssouze é um rio do departamento de Ain, na França. É afluente do rio Saône, e portanto sub-afluente do rio Ródano (Rhône).
Ao longo do seu percurso passa pelas cidades de Bourg-en-Bresse, Viriat, Montrevel-en-Bresse e Pont-de-Vaux. Nasce de uma fonte de origem cárstica em Journans (cantão de Pont-d'Ain) no sopé do Revermont (maciço do Jura) e  serpenteia no sul da planície de Bresse. Corre para a direção norte e depois para oeste. Atravessa Bourg-en-Bresse e junta-se ao rio Saône na fronteira entre as comunas de Reyssouze e Pont-de-Vaux após percorrer 75,1 km.
Passa nas comunas de Montagnat, Bourg-en-Bresse, Attignat, Montrevel-en-Bresse e Pont-de-Vaux.